# Canéjan
Canéjan è un comune francese di 5 150 abitanti situato nel dipartimento della Gironda nella regione della Nuova Aquitania.
Il territorio comunale è attraversato dal fiume Eau Bourde.

## Società

### Evoluzione demografica
Abitanti censiti

## Amministrazione

### Gemellaggi
- Poggio Mirteto, Italia